# Filipčič
Filipčič je priimek v Sloveniji, ki ga je po podatkih Statističnega urada Republike Slovenije na dan 1. januarja 2010  uporabljalo 292 oseb in je med vsemi priimki po pogostosti uporabe uvrščen na 1.355. mesto.

## Znani nosilci priimka
- Aleš Filipčič (*1965), kineziolog, rokometni trener, tenisač?
- Andrej Filipčič (*196_) astrofizik
- Dušan Filipčič (*1962), slikar
- Emil Filipčič (*1951), pisatelj, pesnik, igralec in režiser
- Franc Filipčič (1930—2005), arhitekt
- Jernej Filipčič, fizik, razvojnik informacijskih tehnologij; fotograf (dokumentarni)
- Katja Filipčič, redna profesorica za kazensko pravo in izredna profesorica za kriminologijo PF UL
- Matej Filipčič (*1970), arhitekt, režiser, scenograf, producent
- Milan Filipčič (1920—2003), novinar, urednik in prevajalec
- Peter Filipčič (*1961), violončelist in glasbeni pedagog
- Rok Filipčič (*1980), (vojaški) zgodovinar
- Tjaša Filipčič (*1970), kineziologinja (specialna/rehabititacijska; šport invalidov)